# Municipio de Montgomery (Minnesota)
El municipio de Montgomery (en inglés: Montgomery Township) es un municipio ubicado en el condado de Le Sueur en el estado estadounidense de Minnesota. En el año 2010 tenía una población de 665 habitantes y una densidad poblacional de 7,59 personas por km².

## Geografía
El municipio de Montgomery se encuentra ubicado en las coordenadas 44°24′27″N 93°35′32″O / 44.40750, -93.59222. Según la Oficina del Censo de los Estados Unidos, el municipio tiene una superficie total de 87.59 km², de la cual 85,21 km² corresponden a tierra firme y (2,72 %) 2,39 km² es agua.

## Demografía
Según el censo de 2010, había 665 personas residiendo en el municipio de Montgomery. La densidad de población era de 7,59 hab./km². De los 665 habitantes, el municipio de Montgomery estaba compuesto por el 99,55 % blancos y el 0,45 % eran de una mezcla de razas. Del total de la población el 1,2 % eran hispanos o latinos de cualquier raza.